# Роџер Мајерсон
Роџер Брус Мајерсон (енгл. Roger Bruce Myerson; 29. март 1951) амерички је економиста и професор на Универзитету у Чикагу. Добитник је Нобелове награде за економију 2007. године „за постављање темеља теорије конструктивног механизма” заједно са Ериком Маскином и Леонидом Хурвичем.